# Шпунт
Шпунт (нем. Spund «затычка, пробка») — продольный выступ на ребре доски, бруса и т. п., входящий в соответствующий ему по форме паз другой доски, бруса, блока (тоже называемый шпунтом), а также сам способ такого соединения.

## Применение
Шпунты применяются для соединения деревянных деталей или деталей из других недостаточно твёрдых материалов, когда надо распределить нагрузку в объёме. В сопрягаемых плоскостях выполняются выборки, в которые вставляются специально изготовленные из более твёрдого материала детали. Соединение на шпунтах проще и дешевле, чем шиповое, и на сдвиг значительно прочнее, чем на гвоздях или шурупах. Для достижения максимальной прочности комбинируют шурупы и шпунты.
Шпунт обычно полностью скрыт внутри соединения, а деревянный гвоздь или шпонка[уточнить], которые также могут считаться разновидностями шпунтов — в соединении видны.